# Hanna Jonsson
Hanna Elisabeth Jonsson, född 20 januari 1999 i Torslanda församling i Göteborg, är en svensk seglare som tävlar i klassen Nacra 17, i vilken hon tillsammans med Emil Järudd tävlade i vid olympiska sommarspelen 2024.

## Karriär
Jonsson har tillsammans med Järudd tagit brons i VM i segling år 2023.